# 東方快車謀殺案
《東方快車謀殺案》（英語：Murder on the Orient Express）是英國推理小說作家阿嘉莎·克莉絲蒂的作品之一，主角為名偵探赫丘勒·白羅，英國柯林斯犯罪俱樂部（Collins Crime Club）於1934年1月1日出版，美國達德米德公司（Dodd, Mead, and Company）則於同年稍後於美國發行，書名為加萊車廂謀殺案（Murder in the Calais Coach）。《東方快車謀殺案》被廣泛的認為是阿嘉莎·克莉絲蒂生涯最傑出與最著名的作品之一。1974年的同名電影《東方快車謀殺案》被認為是阿嘉莎·克莉絲蒂的作品中最成功的改編電影之一。
《東方快車謀殺案》英國版的零售價為七先令六便士 ，美國版則是2.00美元 。美國版使用加萊車廂謀殺案當作書名是為了避免社會大眾將該書與英國推理小說作家格雷厄姆·格林於1932年完成的小說《史坦堡特快車》（Stamboul Train）所混淆，因為當時該書已經以《東方快車》（Orient Express）的名稱於美國發行。

## 劇情
為了解決案件，名偵探赫丘勒·白羅搭乘東方快車準備前往倫敦。在東方快車抵達溫科夫齊的當晚，大約午夜12點37分時，白羅被一聲巨響所喚醒。它似乎來自隔壁車廂，這是山謬·雷切特先生的房間。當白羅從門縫向外偷窺時，他看到乘務员正在敲雷切特先生的房門，並詢問有何吩咐。白羅聽到一個人用法語回答說「我搞錯了」（Ce n'est rien. Je me suis trompé）。白羅決定回去睡覺，但是他對於火車停止前進感到不安。
當他決定按鈴時，他聽到赫伯德夫人搶先一步，並聽到乘务员與她發生爭論。然後當波洛要求前者給他一瓶礦泉水时，得知赫伯德太太聲稱有人在她的車廂中出入。他還得知，由於暴風雪的緣故，火車已經停止前進。他於第二天早上醒來後，發現雷切特先生已經死了，他是在睡夢中被刺死的。董事布克先生建議赫丘勒·白羅接手這件謀殺案。
山謬·雷切特先生身上的刀傷很奇特，其中只有三個傷口可以致命，而其他的则轻得如抓伤一般。此外，其中一些伤口看起來是右撇子的人造成的，而另一些看起來則是左撇子的人造成的，故根本無法得知真兇是誰。
白羅在山謬·雷切特的客房中發現了更多線索，包括繡著“H”的亞麻手帕與煙斗通條。這些線索表明，兇手可能有些大意。然而，每一個線索似乎指向不同的嫌疑人，令人摸不著頭緒。
白羅後來發現山謬·雷切特先生其實是一個惡名昭彰的罪犯，本名為卡塞蒂。五年前，卡塞蒂綁架了美國阿姆斯壯上校的3歲女兒戴西。雖然阿姆斯壯上校交付了大量贖金，但卡塞蒂還是杀害了這位小女孩，並逃離美國。戴西的母親索尼婭當時已經懷孕，當她聽到戴西的死訊時，發生休克並早產，她和嬰兒最終都死亡。她的丈夫阿姆斯壯上校也因過度悲傷開槍自殺。戴西的保姆蘇珊被警方認為是共犯，她因受不了被诬陷而跳樓自杀，尽管之後她被證明確實是無辜的。之后雖然卡塞蒂被捕，但是他利用各種手段得以無罪釋放。
白羅根據現有的證據，分析了12個犯罪嫌疑人的动机，並提出了兩种可能的解釋。第一種解釋是，一個憎恨雷切特的陌生人在溫科夫齊登上了東方快車，在謀殺雷切特後從車上逃離。犯罪發生比所有人都認為的時間都要提前一小時，因為受害人和其他幾個人沒有注意到，列車剛剛跨越一個時區。白羅當晚聽到其他噪音與謀殺案無關。然而康斯坦丁醫生說，白羅肯定知道這種說法並不能完全解釋案件的情況。
白羅第二個解釋是：所有犯罪嫌疑人都是有罪的，因為白羅發現火車上其他12個乘客都与阿姆斯壯上校的家庭有关联：
- 赫克特·麥奎恩是卡塞蒂的秘書，熱愛著索尼婭·阿姆斯壯，父親是當時负责阿姆斯壯案的地方檢察官；
- 愛德華·馬斯特曼是卡塞蒂的僕人，他是阿姆斯壯上校在一戰期間的勤務兵，後來也是他的僕人；
- 阿布思諾上校是阿姆斯特朗的同事也是最好的朋友；
- 赫伯德夫人實際上是琳達·亞登，紐約最有名的女明星，也是索尼婭·阿姆斯壯的母親和戴西的祖母；
- 海倫娜·安卓尼（娘家姓哥登堡）是索尼婭·阿姆斯壯的妹妹；
- 娜塔麗亞·卓戈米羅夫公主是索尼婭·阿姆斯壯的教母，因為她是她母親的一個朋友；
- 瑪麗··德本漢是索尼婭·阿姆斯壯的秘书；
- 卓戈米羅夫公主的侍女希德加第·施密特是阿姆斯壯家的廚師；
- 安東尼奧·福卡雷利是芝加哥的汽車推銷員，也曾是阿姆斯壯家的司機；
- 葛麗泰·奧爾森是瑞典傳教士，也是黛西·阿姆斯壯的保姆；
- 皮埃爾·米歇爾是列车乘务员，也是阿姆斯壯家的保姆蘇珊的父親；
- 賽勒斯·哈德曼自稱是卡塞蒂僱用的一個私家偵探，其實是保姆蘇珊的情人。

所有這些阿姆斯壯上校的朋友和關係人都嚴重涉及謀殺卡塞蒂，他們決定擔任卡塞蒂的劊子手，因為法律無法懲罰卡塞蒂。而每一個犯罪嫌疑人都刺殺雷切特一次，所以沒有人能夠知道是誰給他致命一擊。12個人參加謀殺，自認為“12人的陪審團”，白羅認為只有安卓尼伯爵夫人沒有刺殺雷切特。白羅認為兇手運氣不好的地方是發生雪災和火車上出現偵探。
赫伯德夫人（琳達·亞登）承認第二個理論是正確的，并说出了事情的真相。布克先生和康斯坦丁博士則选择了第一個解釋，因为凶手的动机是为了伸张正义，两人同情他们（纵使第一个解释有很多漏洞）。白羅認為他的任務已經完成，於是表示光榮地退出這件謀殺案。

## 人物
死者：
- 山謬·雷切特

犯罪嫌疑人：
- 赫克特·麥奎恩
- 愛德華·馬斯特曼
- 阿布思諾上校
- 赫伯德夫人
- 安卓尼伯爵
- 安卓尼
- 卓戈米羅夫公主
- 瑪麗·德本漢
- 希德加第·施密特
- 安東尼奧·福卡雷利
- 葛麗泰·奧爾森
- 皮埃爾·米歇爾
- 賽勒斯·哈德曼

調查人員：
- 偵探赫丘勒·白羅
- 董事布克先生
- 康斯坦丁醫生

加萊車廂的平面圖：
|               |        | 走道       |                  |                    |                |            |           |           |         |                       |              |              |                         |        |
| 雅典-巴黎車廂 | 米歇爾 | 16. 哈德曼 | 15. 阿布思諾上校 | 14. 卓戈米羅夫公主 | 13. 安卓尼伯爵 | 12. 安卓尼伯爵夫人 | 3. 赫伯德 | 2. 雷切特 | 1. 白羅 | 10. 奧爾森 11. 德本漢 | 8. 施密特 9. | 6. 麥奎恩 7. | 4. 馬斯特曼 5. 福卡雷利 | 餐車廂 |

## 寫作背景
作者克莉絲蒂在1930年以離婚婦人的身份，嫁給馬洛溫爵士（Sir Max Mallowan）。她後來的很多著作，便是透過和丈夫外遊時所撰寫。本書就是在土耳其伊斯坦堡內的Pera Palas酒店寫成的，而伊斯坦堡就是東方快車的南行線總站。今天該酒店還特別把當年克莉絲蒂入住過的酒店房，改裝成她的紀念館。

### 小查爾斯·林德伯格綁架案
阿姆斯壯綁架案是根據美國飛行家查爾斯·林德伯格的兒子小查爾斯·奥古斯塔斯·林德伯格在1932年遭到綁架和謀殺的案件來改編的，就在克莉絲蒂創作《東方快車謀殺案》之前。林德伯格太太的父母僱用的一個女傭被警察懷疑參與犯罪，她在遭到嚴厲審問後自殺身亡。
其他現實生活中發生的事件也激發了克莉絲蒂的靈感。克莉絲蒂在1928年秋天首次搭乘東方快車。短短幾個月後，東方特快列車在1929年2月被暴風雪困在土耳其Çerkezköy附近6天的時間。
克里斯蒂本人在1931年12月也遇見了類似的意外，當時她與在尼尼微進行考古挖掘的丈夫會面。她在東方快車列車停留二十四小時，因為降雨引發洪水，部分的軌道被水沖走。她在寄給丈夫的一封信中，詳細描述這次事件的細節。信中包括一些火車乘客的描述，對這本書的情節和角色造成影響：一位美國老太太（希爾頓太太）則是書中赫伯德太太的靈感來源。

## 相關作品
克莉絲蒂旅遊時的作品很多，除了本作外，還有下列幾項：
- 藍色列車之謎
- 尼羅河謀殺案
- 美索不達米亞謀殺案

## 外部連結
- （英文） 阿加莎·克里斯蒂官方网站上的《东方快车谋杀案》
- （英文） Spark Notes for the book （页面存档备份，存于）
- （英文） Official Website for PC Game （页面存档备份，存于）